# Stilpon paludosus
Stilpon paludosus is een vliegensoort uit de familie van de Hybotidae. De wetenschappelijke naam van de soort is voor het eerst geldig gepubliceerd in 1852 door Perris.